# Vicente Pardo Suárez
Vicente Pardo Suárez (La Habana, 1870-La Habana, 1927) fue un periodista y escritor cubano.

## Biografía
Nació el 25 de diciembre de 1870 en La Habana, donde realizó sus primeros estudios, los cuales prosiguió en el Colegio de San Francisco de Paula. Con quince años de edad empezó a escribir en el periódico republicano La Libertad, publicado en La Habana por Niceto Solá y Freixas. También escribió mucho para el teatro. En 1888 fundó La República, donde se opuso a la administración colonial española. El periódico fue suprimido en 1895, tras el inicio de la guerra de independencia, por Valeriano Weyler. Pardo Suárez fue deportado a España y encerrado primero en el castillo de Montjuic y posteriormente en prisiones en Santander y Bilbao, hasta el fin de la guerra entre España y Estados Unidos.
Tras retornar a Cuba, fue elegido para un puesto de responsabilidad en la gestión de impuestos municipales en La Habana. además de ser nombrado miembro honorario del Comité Patriótico de la Habana. Tras la constitución de la República en 1902, fue nombrado editor del Diario de Sesiones, puesto que abandonó en 1904. En 1912 fue escogido secretario del Comité del Congreso Cubano para asistir al centenario de la Constitución de Cádiz y ese mismo año fue elegido miembro correspondiente de la Real Academia Hispano-Americana de Artes y Ciencias de Cádiz. Fue secretario de una Liga Anti-Germánica, fundada en la Habana en el contexto de la Primera Guerra Mundial. Publicó unas Prácticas parlamentarias, además de la obra Ladrones de tierras (1918). Falleció el 20 de noviembre de 1927 en La Habana.